# Ermita de Nuestra Señora de Gañarul
La ermita de Gañarul es una ermita católica situada en el despoblado de Gañarul, el municipio español de Agón, en la provincia de Zaragoza (Aragón). Fue declarada Bien Catalogado del Patrimonio Cultural Aragonés por el Departamento de Cultura y Turismo del Gobierno de Aragón el 4 de julio de 2002, siendo publicado en el BOA el 5 de agosto.

## Descripción
Localizada en el despoblado de Gañarul, en el solar que ocupó en su día un castillo, en el actual término municipal de Agón, se trata de una sencilla construcción exenta de dimensiones reducidas, alejada de las casas que configuraron la localidad.
Levantada sobre una planta rectangular de una sola nave de tres tramos, testero recto y bóveda de crucería sencilla, durante el siglo XVI y está reciente restaurada con fondos de la asociación de la Virgen de Gañarul.
Construida en ladrillo aparejado a soga y tizón, los paramentos del volumen prismático cubierto por tejado a doble vertiente presentan al exterior decoración limitada a una franja de ladrillos a sardinel en zig-zag, y friso de esquinillas; la utilización del ladrillo en esquinilla, de precedente califal, se remonta al siglo XIII, perviviendo hasta los ejemplares más tardíos, introduciéndose en el XVI la disposición al tresbolillo, mientras que el motivo de zig-zag data de las primeras décadas del siglo XIV. La puerta se abre, en arco rebajado, en el tramo central del muro sur.

## Galería

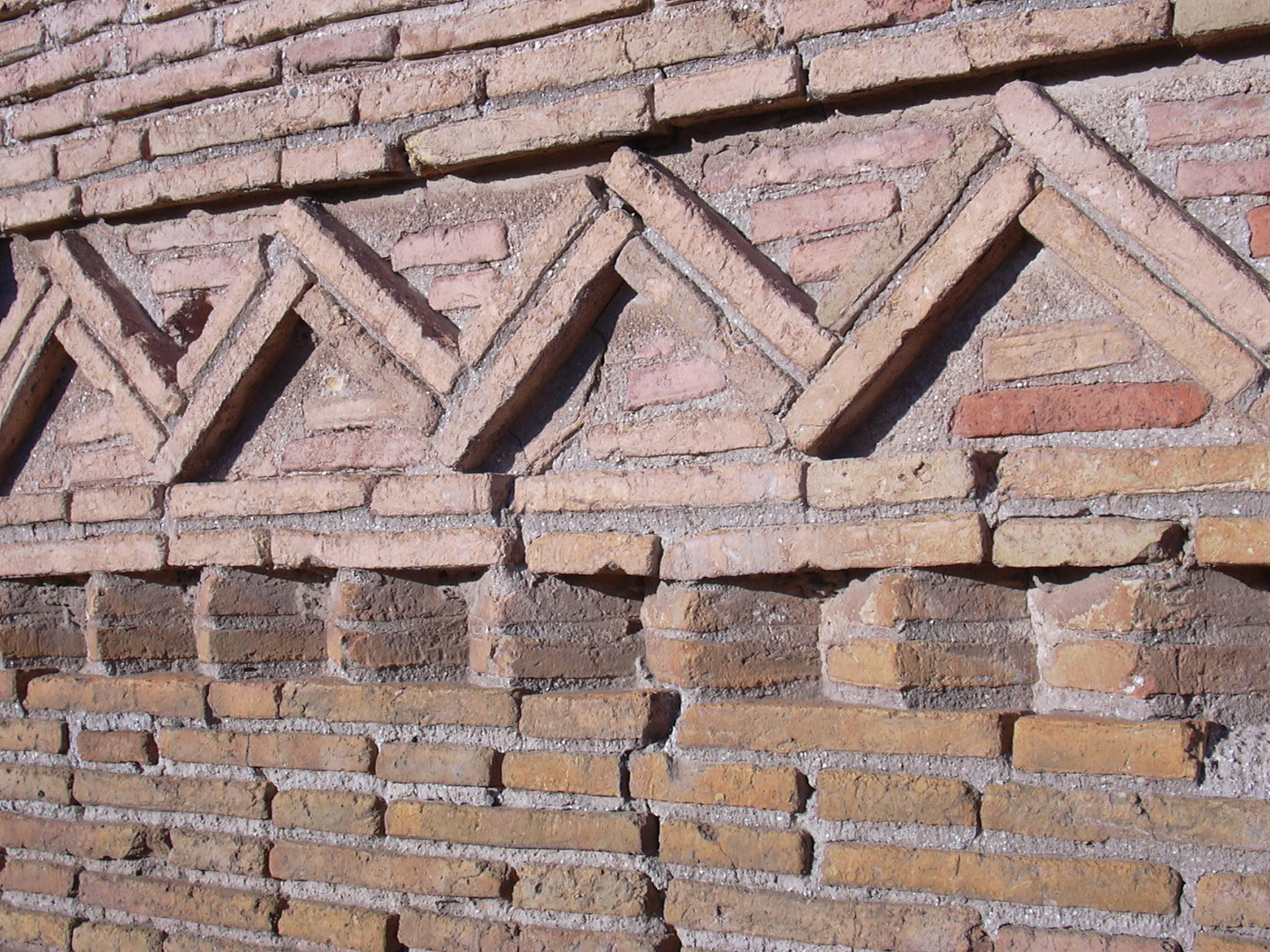
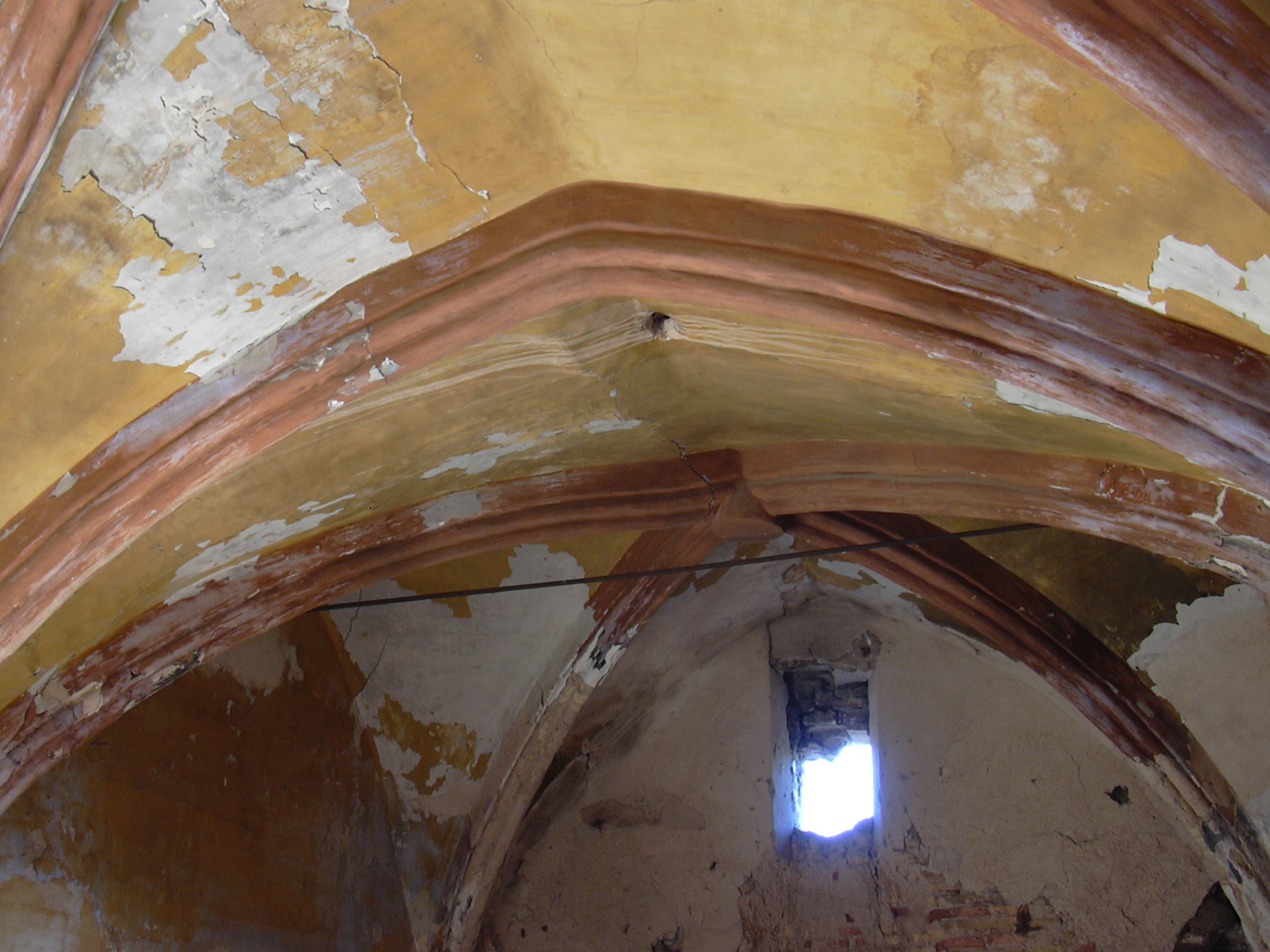